# Italia ai Giochi della XXII Olimpiade
L'Italia partecipò ai Giochi della XXII Olimpiade svoltisi a Mosca (nell'allora Unione Sovietica) dal 19 luglio al 3 agosto 1980, con una delegazione di 173 persone, di cui 159 atleti (121 uomini e 38 donne), che presero parte ad 88 eventi in 19 sport..
A parziale sostegno del boicottaggio promosso dagli Stati Uniti d'America contro l'invasione sovietica dell'Afghanistan, gareggiarono solo gli atleti italiani non appartenenti alle squadre sportive militari e solo sotto la bandiera olimpica, anziché sotto la bandiera nazionale tricolore.

## Medagliere

### Per discipline
| Sport            | Oro | Argento | Bronzo | Totale |
| ---------------- | --- | ------- | ------ | ------ |
| Atletica leggera | 3   | 0       | 1      | 4      |
| Equitazione      | 1   | 1       | 0      | 2      |
| Judo             | 1   | 0       | 0      | 1      |
| Lotta            | 1   | 0       | 0      | 1      |
| Pugilato         | 1   | 0       | 0      | 1      |
| Tiro             | 1   | 0       | 0      | 1      |
| Pallacanestro    | 0   | 1       | 0      | 1      |
| Scherma          | 0   | 1       | 0      | 1      |
| Tiro con l'arco  | 0   | 0       | 1      | 1      |
| Tuffi            | 0   | 0       | 1      | 1      |
| Vela             | 0   | 0       | 1      | 1      |
| Totale           | 8   | 3       | 4      | 15     |

### Medaglie
| Medaglia | Nome                                                           | Sport            | Evento                        |
| -------- | -------------------------------------------------------------- | ---------------- | ----------------------------- |
| Oro      | Pietro Mennea                                                  | Atletica leggera | 200 metri piani               |
| Oro      | Maurizio Damilano                                              | Atletica leggera | 20 km di marcia               |
| Oro      | Sara Simeoni                                                   | Atletica leggera | Salto in alto                 |
| Oro      | Patrizio Oliva                                                 | Pugilato         | Pesi Super Leggeri            |
| Oro      | Federico Roman                                                 | Equitazione      | Concorso completo individuale |
| Oro      | Ezio Gamba                                                     | Judo             | Pesi leggeri                  |
| Oro      | Luciano Giovannetti                                            | Tiro             | Fossa olimpica                |
| Oro      | Claudio Pollio                                                 | Lotta            | Libera - pesi minimosca       |
| Argento  | Italia                                                         | Pallacanestro    | Torneo maschile               |
| Argento  | Marina Sciocchetti Anna Casagrande Federico Roman Mauro Roman  | Equitazione      | Concorso completo a squadre   |
| Argento  | Giovanni Scalzo Michele Maffei Mario Aldo Montano Marco Romano | Scherma          | Sciabola a squadre maschile   |
| Bronzo   | Giancarlo Ferrari                                              | Tiro con l'arco  | Individuale maschile          |
| Bronzo   | Mauro Zuliani Stefano Malinverni Pietro Mennea Roberto Tozzi   | Atletica leggera | Staffetta 4 x 400 metri       |
| Bronzo   | Giorgio Cagnotto                                               | Tuffi            | Trampolino 3 metri            |
| Bronzo   | Giorgio Gorla Alfio Peraboni                                   | Vela             | Classe Star                   |

### Plurimedagliati
| Nome           | Sport            | Oro | Argento | Bronzo | Totale |
| -------------- | ---------------- | --- | ------- | ------ | ------ |
| Federico Roman | Equitazione      | 1   | 1       | 0      | 2      |
| Pietro Mennea  | Atletica leggera | 1   | 0       | 1      | 2      |

## Risultati

### Pallacanestro
Maschile
| Atleta | Classifica |
| --- | ---------- |
| V · D · M Nazionale italiana - Pallacanestro ai Giochi della XXII Olimpiade - Torneo maschile 4 Sacchetti · 5 Brunamonti · 6 Sylvester · 7 Gilardi · 8 Della Fiori · 9 Solfrini · 10 Bonamico · 11 Meneghin · 12 Villalta · 13 Vecchiato · 14 Marzorati · 15 Generali · All. Sandro Gamba | Argento    |
| Nazionale italiana - Pallacanestro ai Giochi della XXII Olimpiade - Torneo maschile |            |
| 4 Sacchetti · 5 Brunamonti · 6 Sylvester · 7 Gilardi · 8 Della Fiori · 9 Solfrini · 10 Bonamico · 11 Meneghin · 12 Villalta · 13 Vecchiato · 14 Marzorati · 15 Generali · All. Sandro Gamba                                                                                               |            |

Femminile
| Atleta | Classifica |
| --- | ---------- |
| V · D · M Nazionale italiana - Pallacanestro ai Giochi della XXII Olimpiade - Torneo femminile 4 Guzzonato · 5 Serradimigni · 6 Faccin · 7 Gorlin · 8 Silimbani · 9 Sandon · 10 Rossi · 11 Baistrocchi · 12 Draghetti · 13 Vergnano · 14 Piancastelli · 15 Grossi · All. Bruno Arrigoni | 6º         |
| Nazionale italiana - Pallacanestro ai Giochi della XXII Olimpiade - Torneo femminile |            |
| 4 Guzzonato · 5 Serradimigni · 6 Faccin · 7 Gorlin · 8 Silimbani · 9 Sandon · 10 Rossi · 11 Baistrocchi · 12 Draghetti · 13 Vergnano · 14 Piancastelli · 15 Grossi · All. Bruno Arrigoni                                                                                                |            |

### Pallanuoto
Maschile
| Atleta | Classifica |                   |
| --- | --- | ----------------- |
| V · D · M Nazionale maschile italiana di pallanuoto · Giochi olimpici - Mosca 1980 1 Alberani · 2 Simeoni · 3 Misaggi · 4 Marsili · 5 Fondelli · 6 De Magistris · 7 Steardo · 8 Ragosa · 9 Collina · 10 D'Angelo · 11 Panerai · CT : Gianni Lonzi | 8º |                   |
| Nazionale maschile italiana di pallanuoto · Giochi olimpici - Mosca 1980 | |                   |
| 1 Alberani · 2 Simeoni · 3 Misaggi · 4 Marsili · 5 Fondelli · 6 De Magistris · 7 Steardo · 8 Ragosa · 9 Collina · 10 D'Angelo · 11 Panerai · CT: Gianni Lonzi                                                                                     | 1 Alberani · 2 Simeoni · 3 Misaggi · 4 Marsili · 5 Fondelli · 6 De Magistris · 7 Steardo · 8 Ragosa · 9 Collina · 10 D'Angelo · 11 Panerai · CT: Gianni Lonzi | Italia (bandiera) |